# Soeiro Gomes

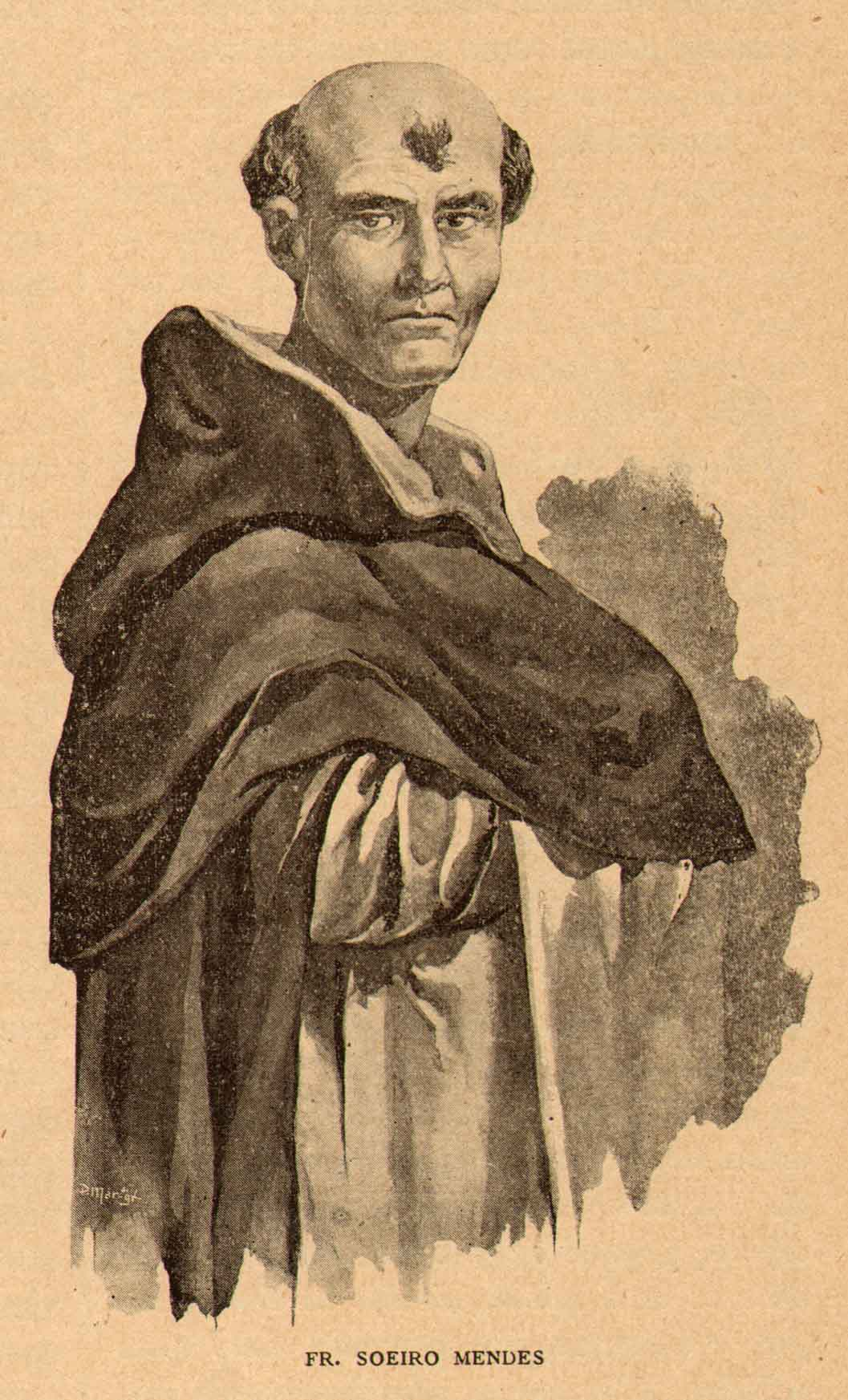
Frei Soeiro Gomes, em ilustração de Alfredo Roque Gameiro

Soeiro Gomes foi um religioso da Ordem dos Dominicanos.
Não é conhecida a sua data de nascimento. Sabe-se contudo que era originário de Portugal e que a sua família seria abastada e com um elevado nível de educação. O seu nome surge pela primeira vez, como elemento da Milícia de Monfort, em 1208, no contexto das guerras contra os hereges albienses e cátaros do Languedoc francês.
Por essa ocasião, terá conhecido São Domingos de Gusmão, o que o levou a querer seguir o seu exemplo de zelo apostólico. São Domingos terá reconhecido nele qualidades que levaram a que o bispo Folques de Toulouse o tivesse ordenado presbítero.
Soeiro é um dos primeiros 16 discípulos do fundador da Ordem dos Pregadores, a qual foi fundada em Prouille, em 1216, por forma a conquistar o mundo pela Palavra de Cristo.
No decorrer da dispersão inicial dos dezasseis companheiros por toda a Europa, Frei Sueiro Gomes foi enviado para a Península Ibérica para aí desenvolver a recém-formada Ordem, juntamente com Pedro de Madrid, Miguel de Uzero e Domingos, o Pequeno.
Ao chegar a Portugal encontrou o seu país natal demasiado ocupado na preparação de uma nova Cruzada contra os mouros para prestar atenção a um pregador cuja principal mensagem era a penitência. Trata-se de uma situação singular, pois que o jovem frade tinha saído do seu país exactamente para combater uma cruzada contra os hereges, regressando agora determinado a combater uma outra cruzada, só que desta feita, puramente espiritual. Constatou que os tempos não eram de feição para a concretização da fundação de novos mosteiros. Tendo travado conhecimento com a infanta D. Sancha, filha do rei Sancho I, esta de imediato se interessou pela pia missão do frade, tendo-lhe cedido uma pequena capela ou ermida na Serra de Nossa Senhora das Neves, junto a Montejunto. Tal local não se mostrou o mais propício, dadas as difíceis condições climáticas, pelo que em breve Soeiro Gomes conseguiu fundar um convento na cidade de Santarém.
Entretanto, em 1220 participou no primeiro Capítulo Geral da sua Ordem, em Bolonha tendo participado activamente na discussão da Regra que então foi adoptada. Não se tem confirmação da sua presença no Capítulo seguinte, em 1221, mas na ocasião foi eleito provincial de Espanha, o que englobava todos os reinos da Península.
Como provincial realizou várias fundações de conventos por toda a Península. Fundou também um convento de Monjas em Lisboa. Encorajou o catalão São Raimundo de Penaforte, futuro Mestre Geral, a escrever um livro para exames de consciência dos cristãos e patrocinou a publicação de uma biografia de Santo Isidoro, realizada por um frade de Leon.
São também conhecidos os seus esforços e intervenções em disputas políticas, nomeadamente entre nobres e a corte, servindo de mediador. Faleceu em 1233.